# Wojskowa Wyższa Szkoła Polityczna im. Wilhelma Piecka
Wojskowa Wyższa Szkoła Polityczna im. Wilhelma Piecka (Militärpolitische Hochschule Wilhelm Pieck – MPLH Wilhelm Pieck) – była wyższą wojskową instytucją dydaktyczną dla oficerów politycznych NAL, ale także innych organów siłowych NRD.

## Misja uczelni
- szkolenie i dokształcanie zawodowych oficerów z doświadczeniem wojskowym na oficerów politycznych kompanii NAL i innych organów zbrojnych NRD, ale także kadr politycznych i partyjnych do zadań specjalnych organów politycznych,
- podnoszenie marksistowsko-leninowskie kwalifikacji generałów, admirałów i starszych oficerów oraz kierowników i nauczycieli wojskowych placówek dydaktycznych,
- dokształcanie funkcjonariuszy politycznych, aktywu partii i FDJ, urzędników związku pracowników cywilnych NAL oraz szkolenie rezerwistów na stanowiska oficerów politycznych.

Wykształcenie i stopnie naukowe były porównywalne z uczelniami cywilnymi NRD, Akademią Wojskową „Friedrich Engels” i radzieckimi akademiami wojskowymi.

## Historia
Centralna Szkoła Polityczna (Polithochschule) powstała 15 lutego 1968 w Berlinie-Grünau, łącząc różne szkolenia polityczne i instytucje wychowawcze organów zbrojnych NRD, takie jak dawne szkoły oficerów politycznych w Torgau i Berlin-Treptow. Odpowiadało to „obiektywnym wymaganiom społecznym i militarnym sił zbrojnych, które dojrzewały w latach 60., w szczególności wyższym wymaganiom dotyczącym działalności organów politycznych i organizacji partyjnych SED w NAL”. 
Od 3 marca 1970 posiadała status uczelni wyższej w NRD i prawo do nadawania dyplomów, stopnia naukowego doktora oraz doktora nauk. 11 października 1972 uczelnia otrzymała honorowe imię Wilhelma Piecka, a 11 października 1975 pierwsi absolwenci otrzymali stopień naukowy absolwenta socjologa.

## Podział organizacyjny
- Sekcja 1. Filozofia marksistowska
- Sekcja 2. Ekonomia polityczna
- Sekcja 3. Historia pracy politycznej SED/Partii

## Komendanci
- 1967–1976 – płk. Hans Beckmann
- 1977–1983 – gen. mjr Werner Wunderlich
- 1983–1989 – gen. mjr Rolf Dietzsch

## Siedziba
Uczelnia mieściła się przy Regattastraße 12 w Berlinie-Grünau. Obecnie znajdują się tam koszary Dahme-Spree Bundeswehry.